# Martin Amis
Martin Louis Amis (25. srpna 1949, Swansea, Spojené království – 19. května 2023 Lake Worth Beach, Florida, USA) byl anglický spisovatel. Byl synem spisovatele Kingsleye Amise. 
K jeho nejznámějším dílům patří romány Peníze (1984), Londýnská pole (1989) a The Information (1995), které tvoří tzv. Londýnskou trilogii. Dvakrát byl nominován na Man Bookerovu cenu, roku 1991 za Šíp času a 2003 za Yellow Dog. Do roku 2011 byl profesorem tvůrčího psaní na Univerzitě v Manchesteru. Pracoval též jako novinář v týdeníku New Statesman a v deníku The Observer, díky čemuž úzce spolupracoval s Christopherem Hitchensem, s nímž se stali blízkými přáteli. Napsal též scénář ke sci-fi filmu Saturn 3, zkušenost s filmovým průmyslem pak popsal v románu Peníze. 
V roce 1998 byl hostem Pražského festivalu spisovatelů.

### Romány
- The Rachel Papers (1973)
- Dead Babies (1975)
- Success (1978)
- Other People (1981)
- Money (1984)
- London Fields (1989)
- Time's Arrow: Or the Nature of the Offence (1991)
- The Information (1995)
- Night Train (1997)
- Yellow Dog (2003)
- House of Meetings (2006)
- The Pregnant Widow (2010)
- Lionel Asbo: State of England (2012)

### Povídky
- Einstein's Monsters (1987)
- Two Stories (1994)
- God's Dice (1995)
- Heavy Water and Other Stories (1998)
- Amis Omnibus (1999)
- The Fiction of Martin Amis (2000)
- Vintage Amis (2004)

### Scénáře
- Saturn 3 (1980)

### Publicistika
- Invasion of the Space Invaders (1982)
- The Moronic Inferno: And Other Visits to America (1986)
- Visiting Mrs Nabokov: And Other Excursions (1993)
- Experience (2000)
- The War Against Cliché: Essays and Reviews 1971–2000 (2001)
- Koba the Dread: Laughter and the Twenty Million (2002)
- The Second Plane (2008)

### České překlady
- Úspěch, Praha, Mladá fronta 1992.
- Jiní lidé: tajemný příběh, Plzeň, Mustang 1996.
- Einsteinovy příšery, Plzeň, Mustang 1997.
- Noční vlak, Praha, Volvox Globator 2000.
- Peníze, Praha, Volvox Globator 2001.
- Šíp času, Praha, Volvox Globator 2003.
- Na návštěvě u paní Nabokovové, Praha, Volvox Globator 2006.
- Londýnská pole, Praha, Volvox Globator 2007.
- Věnováno Ráchel, Praha, Volvox Globator 2008.
- Druhé letadlo, Praha, Volvox Globator 2009.
- Návštěvní barák, Praha, Volvox Globator 2010.
- Těhotná vdova: důvěrné dějiny, Praha, Plus 2012.
- Lionel Aspo, Praha, Plus 2014.
- Zóna zájmu, Praha, Plus 2016.